# هند ذهيبة
هند ذهيبة (بالفرنسية: Hind Dehiba)‏، (من مواليد 17 مارس 1979 في المغرب)، هي عداة ء فرنسية من أصل مغربي، ومختصة في سباق 800 و 1500 متر. وهي حاملة الرقم القياسي الحالي لفرنسا 1500 م في الهواء الطلق وداخل قاعة.

## روابط خارجية
- هند ذهيبة على موقع الاتحاد الدولي لألعاب القوى (الإنجليزية)
- هند ذهيبة على موقع الاتحاد الفرنسي لألعاب القوى (الفرنسية)
- هند ذهيبة على موقع الدوري الماسي (الإنجليزية)
- هند ذهيبة على موقع أوليمبيديا (الإنجليزية)